# Antiguraleus abernethyi
Antiguraleus abernethyi é uma espécie de gastrópode do gênero Antiguraleus, pertencente a família Mangeliidae.